# Botrychium multifidum
Sceptridium multifidum là một loài dương xỉ trong họ Ophioglossaceae. Loài này được S.G. Gmel. Rupr. mô tả khoa học đầu tiên năm 1859.

## Hình ảnh

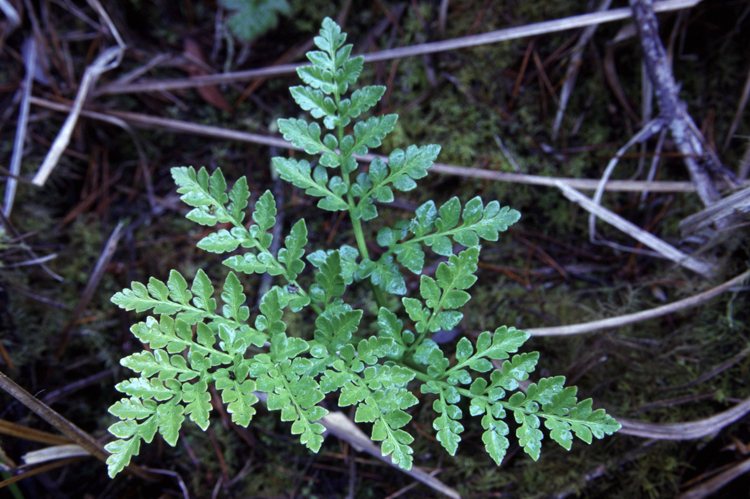
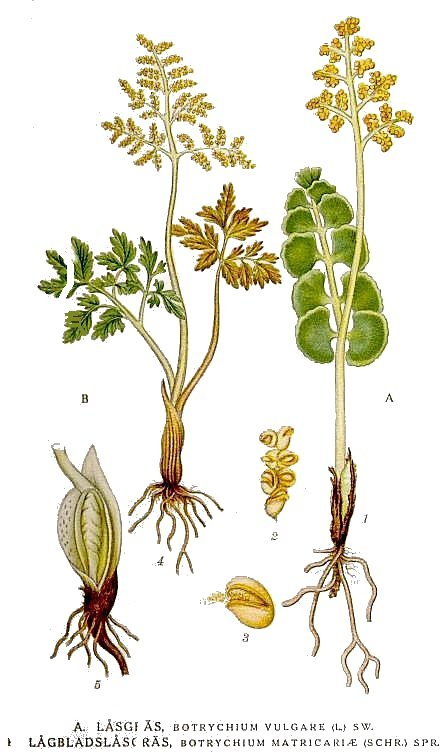
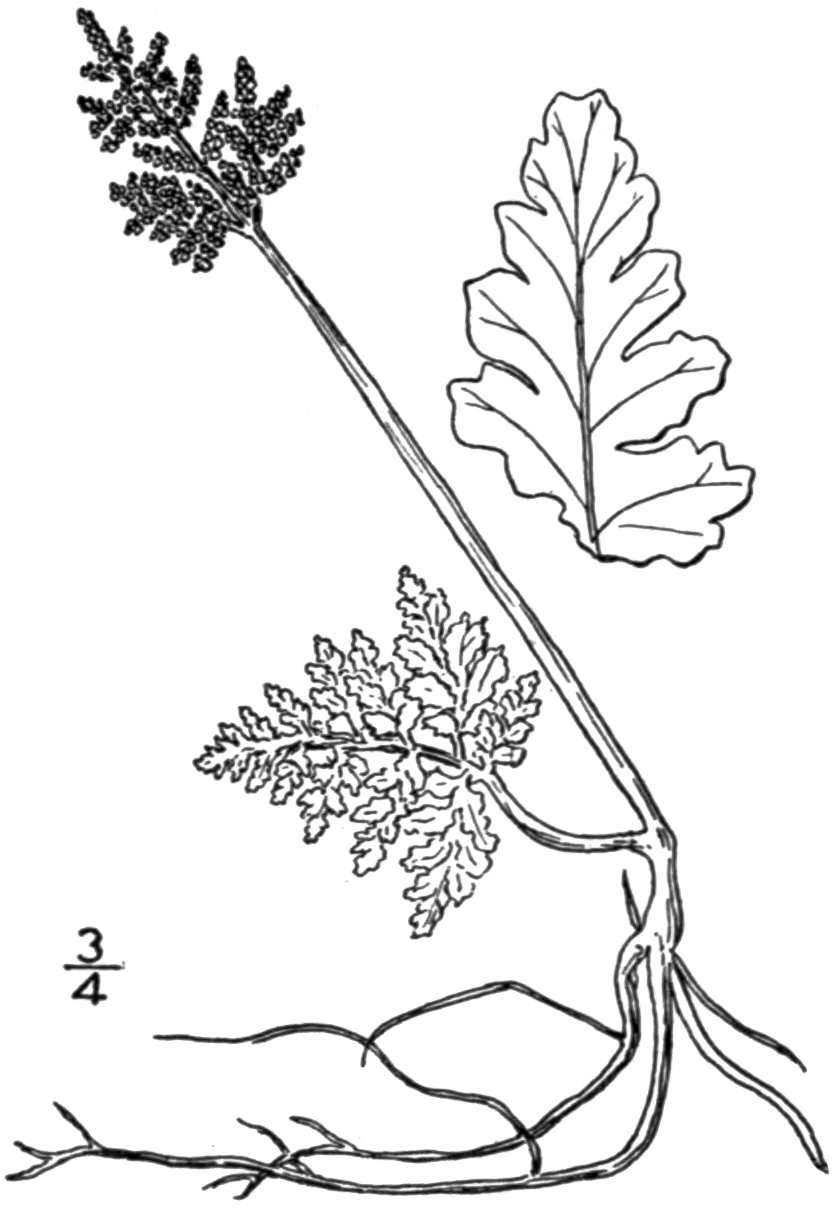
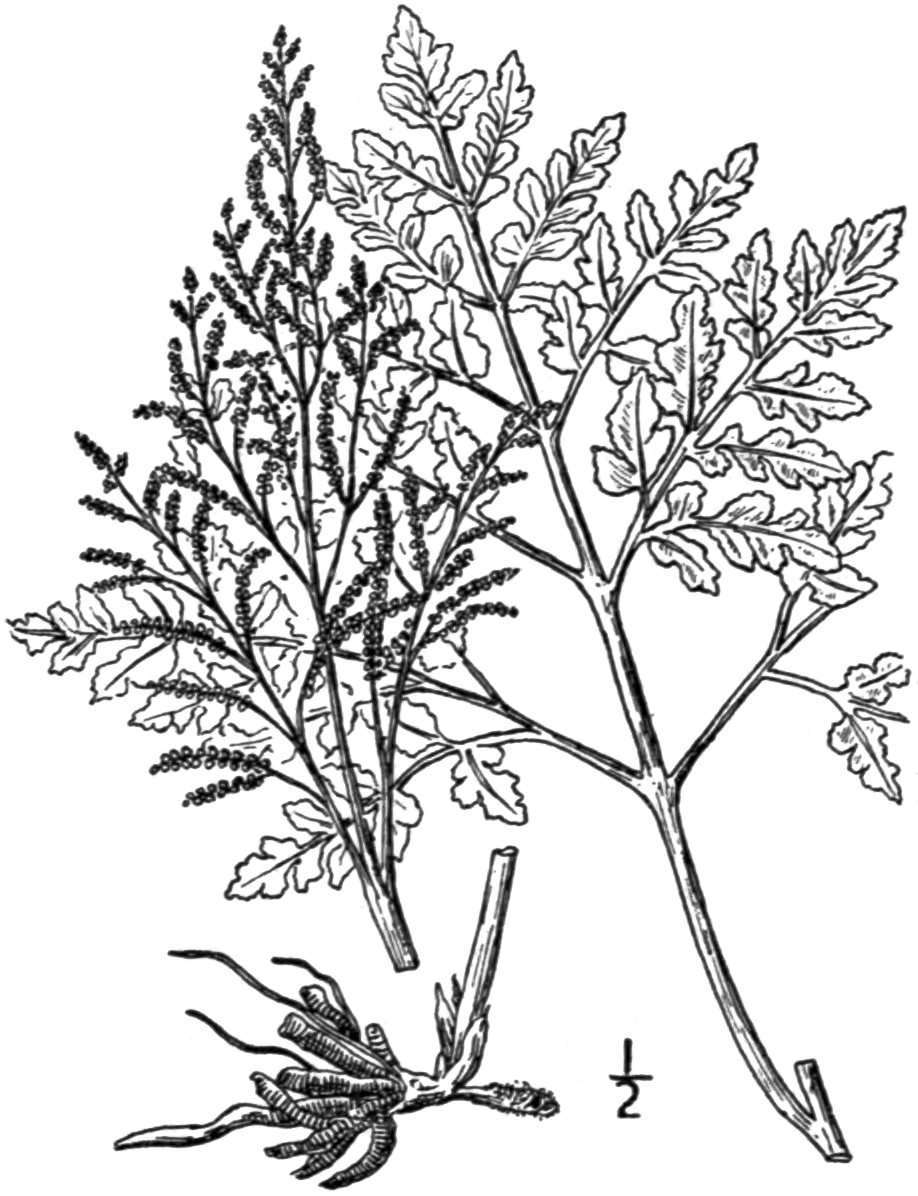